# Friedrich von Plettenberg-Heeren

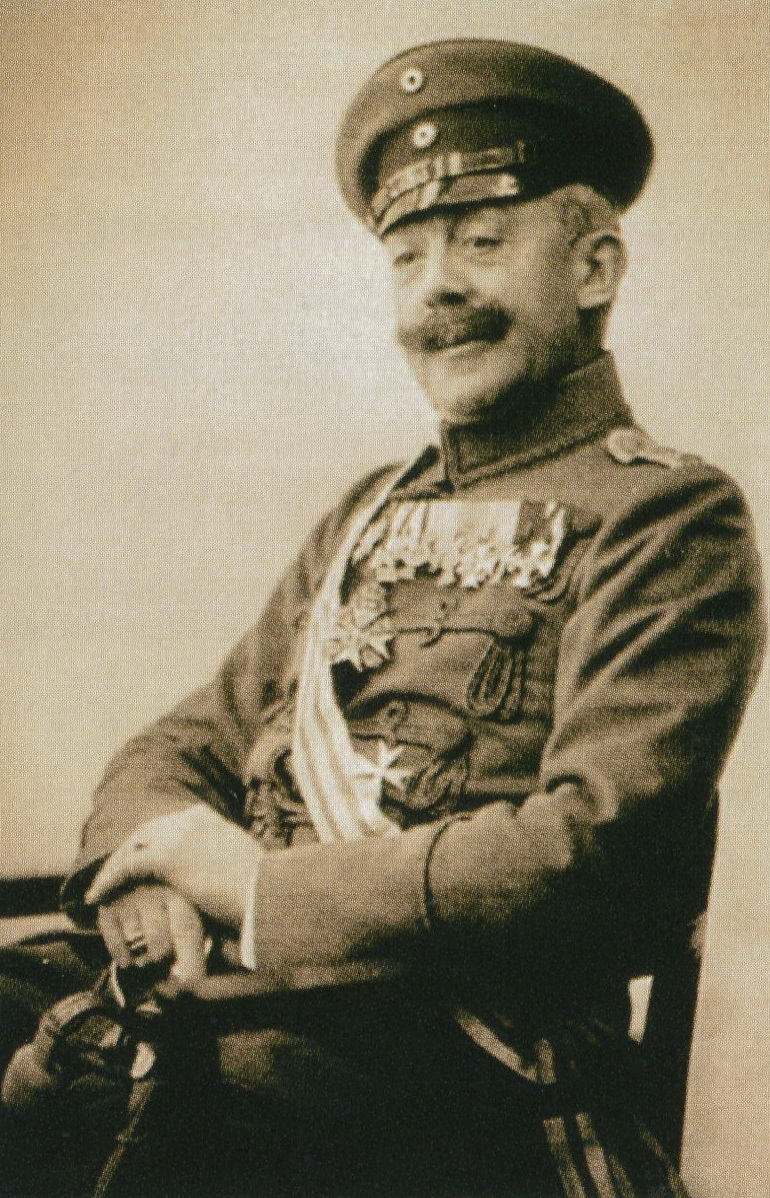
Friedrich von Plettenberg-Heeren

Friedrich Gisbert Adolf Freiherr von Bodelschwingh-Plettenberg, ab 1913 Graf von Plettenberg-Heeren, (* 21. Dezember 1863 auf Haus Heeren; † 9. Juni 1924 ebenda) war ein Rittergutsbesitzer und preußischer Rittmeister.

## Leben

### Familie
Er entstammt dem westfälischen Uradelsgeschlecht von Plettenberg. Seine Eltern waren Adolf Eugen Ludwig von Bodelschwingh-Plettenberg aus dem Hause Bodelschwingh (1826–1902) und Bertha Freiin von Plettenberg-Heeren (1832–1900). Im Jahr 1892 heiratete er Ehrengard von Krosigk aus Rathmannsdorf (* Rathmannsdorf 1873, †  Muttrin 1943), eine Tochter von Erich von Krosigk. Die beiden hatten sieben Töchter und einen Sohn:
- Ehrengard (* Bamenohl 1895; † Essen 1979), heiratete 1918 Johann Ludwig Graf Schwerin von Krosigk (* Rathmannsdorf 1887; † Essen 1977), den späteren Reichsfinanzminister (1932 bis 1945). Sie hatten vier Söhne und fünf Töchter. Ihre gemeinsame Tochter Felicitas-Anita von Schwerin-Krosigk ist die Mutter von Beatrix von Storch.
- Bertha (* Heeren 1896; † Bonn 1996), heiratete 1920 Friedrich Karl von Zitzewitz-Muttrin (* Muttrin 1888; † Bonn 1975). Sie hatten zwei Söhne und drei Töchter.
- Anna-Luise (* Heeren 1898; † Kamen 1971), heiratete 1922 Friedrich von Trotha (* Hecklingen 1888; † im Speziallager Nr. 2 Buchenwald 1947). Sie hatten zwei Söhne und vier Töchter.
- Zwillingssöhne (* Heeren 1899; † kurz vor bzw. nach der Geburt)
- Minette (* Heeren 1901; † Düsseldorf 1965), heiratete 1924 Vollrat von Krosigk (* Hohenerxleben 1893; † Quitila/Angola 1974), Farmer. Sie hatten zwei Söhne und drei Töchter.
- Wilhelm-Adolf (* Heeren 1902; † ebenda 1950), er erbte den gesamten Grundbesitz und heiratete 1930 Emilie „Emmy“ Gräfin Eckbrecht von Dürckheim-Montmartin (* Düsseldorf 1909; † Haus Hilbeck 1995). Sie hatten vier Söhne und eine Tochter. Nach Wilhelm-Adolfs Tod heiratete Emmy 1952 in zweiter Ehe Dr. Ernst-Friedemann Freiherrn von Münchhausen (* Kölleda 1906; † Essen  2002), Staatssekretär im Justizministerium des Landes Nordrhein-Westfalen, mit dem sie eine weitere Tochter hatte.
- Auguste Friederike Ehrengard (* Heeren 1904; † 1982), heiratete Herbert Moritz Ferdinand Köhne  (* 1910; † 1943). Sie hatten zwei Söhne und zwei Töchter.
- Sidonie Gertrud Erika (* Heeren 1908; † 1990), heiratete Dr.phil. Rudolf Krieger (* 1903; † 1993), Eltern von zwei Söhnen und zwei Töchtern.

### Werdegang
Friedrich besuchte das protestantische Gymnasium in Burgsteinfurt. Nach der Schulzeit trat er als Avantageur in das Garde-Husaren-Regiment der Preußischen Armee in Potsdam ein, wo er 1887 zum Sekondeleutnant avancierte. Kommandeur dieses Regiments war der junge Kronprinz, der spätere Kaiser Wilhelm II. Hier wirkte Friedrich an der Ausbildung des Prinzen mit. Nach der Kaiserkrönung wurde das Regiment am 19. Juni 1888 in Leib-Garde-Husaren Regiment umbenannt, dem der Kaiser als Regimentschef vorstand. 1894 schied Friedrich aus dem aktiven Militärdienst aus, um sich vermehrt der Verwaltung der Güter seines Vaters zu widmen. Als Reservist wurde er 1902 zum Rittmeister befördert. Nach dem Tod seines Vaters übernahm er zahlreiche Ämter. Er wurde Kirchenpatron der evangelischen Kirchengemeinden Heeren und Hilbeck und Besitzer des Fideikommisses mit den Gütern Heeren, Werve, Hahnen, Bamenohl, Borghausen und Weuspert. Dieser Besitz war in der Hauptmatrikel der landtagsfähigen Güter in der Provinz Westfalen eingetragen.
Friedrich konnte in den Jahren vor dem Ersten Weltkrieg zahlreiche Ehrungen durch den Kaiser entgegennehmen. Er wurde zum Königlich-Preußischen Kammerherrn ernannt und gehörte damit zum Hofstaat. Außerdem war er von 1907 bis zur Auflösung Mitglied des Preußischen Herrenhauses. Das Amt des Erbmarschalls der Grafschaft Mark erhielt er 1909. Anlässlich des 25. Thronjubiläums 1913 wurde Friedrich unter der Namensform Graf von Plettenberg-Heeren in den preußischen Grafenstand erhoben. Der Titel vererbte sich an den ältesten Sohn und war geknüpft an den Besitz des Fideikommisses Heeren. Nach Ausbruch des Ersten Weltkrieges 1914 meldete Friedrich sich, obwohl er im Alter von 50 Jahren nicht mehr dienstpflichtig war, freiwillig zum Militärdienst. Er wurde im Oberkommando in Berlin als Adjutant beim Oberbefehlshaber in den Marken Generaloberst Gustav von Kessel eingestellt, wo er bis zu seiner Reaktivierung 1917 verblieb.
Friedrich starb 1924 im Alter von 60 Jahren. Er wurde auf dem Privatfriedhof im Park des Hauses Heeren beigesetzt.